# Theodor Eisele
Theodor Eisele (* 14. Dezember 1867 in Backnang; † 1. Dezember 1917 in Eßlingen) war ein deutscher Altphilologe und Gymnasiallehrer.
Theodor Eisele studierte an der Universität Tübingen (Mitglied der Studentenverbindung Normannia), wo er 1890 promoviert wurde. Anschließend war er als Repetent am Evangelischen Stift in Tübingen tätig. 1901 wurde er Oberpräzeptor an der Lateinschule in Urach und 1905 Lehrer am  Gymnasium in Eßlingen am Neckar. Von 1910 bis 1913 unterrichtete er am Karls-Gymnasium in Stuttgart. Von 1913 bis zu seinem Tode war er Rektor des Gymnasiums in Eßlingen. Dort starb er am 1. Dezember 1917 an den Folgen eines Schlaganfalls, den er am Tag zuvor erlitten hatte.
Er publizierte zu den orientalischen Kulten, so auch Artikel in Wilhelm Heinrich Roschers Ausführlichem Lexikon der griechischen und römischen Mythologie und in Paulys Realencyclopädie der classischen Altertumswissenschaft.

## Veröffentlichungen (Auswahl)
- Die phrygischen Kulte und ihre Bedeutung für die griechisch-römische Welt. In: Neue Jahrbücher für das klassische Altertum 12, 1909, S. 620–637
- Sabazios. In: Wilhelm Heinrich Roscher (Hrsg.): Ausführliches Lexikon der griechischen und römischen Mythologie. Band 4, Leipzig 1915, Sp. 231–264 (Digitalisat).
- mit Julius Miller, Otto Ostertag, Wilhelm Nestle: Lateinische und griechische Dichter und Schriftsteller in der Schule. In: Dichter und Schriftsteller in der Schule. Stuttgarter Ferienkursus für Schriftsteller 1914. Teubner, Leipzig u. a. 1916, S. 57–152.